# ジェームズ・マードック

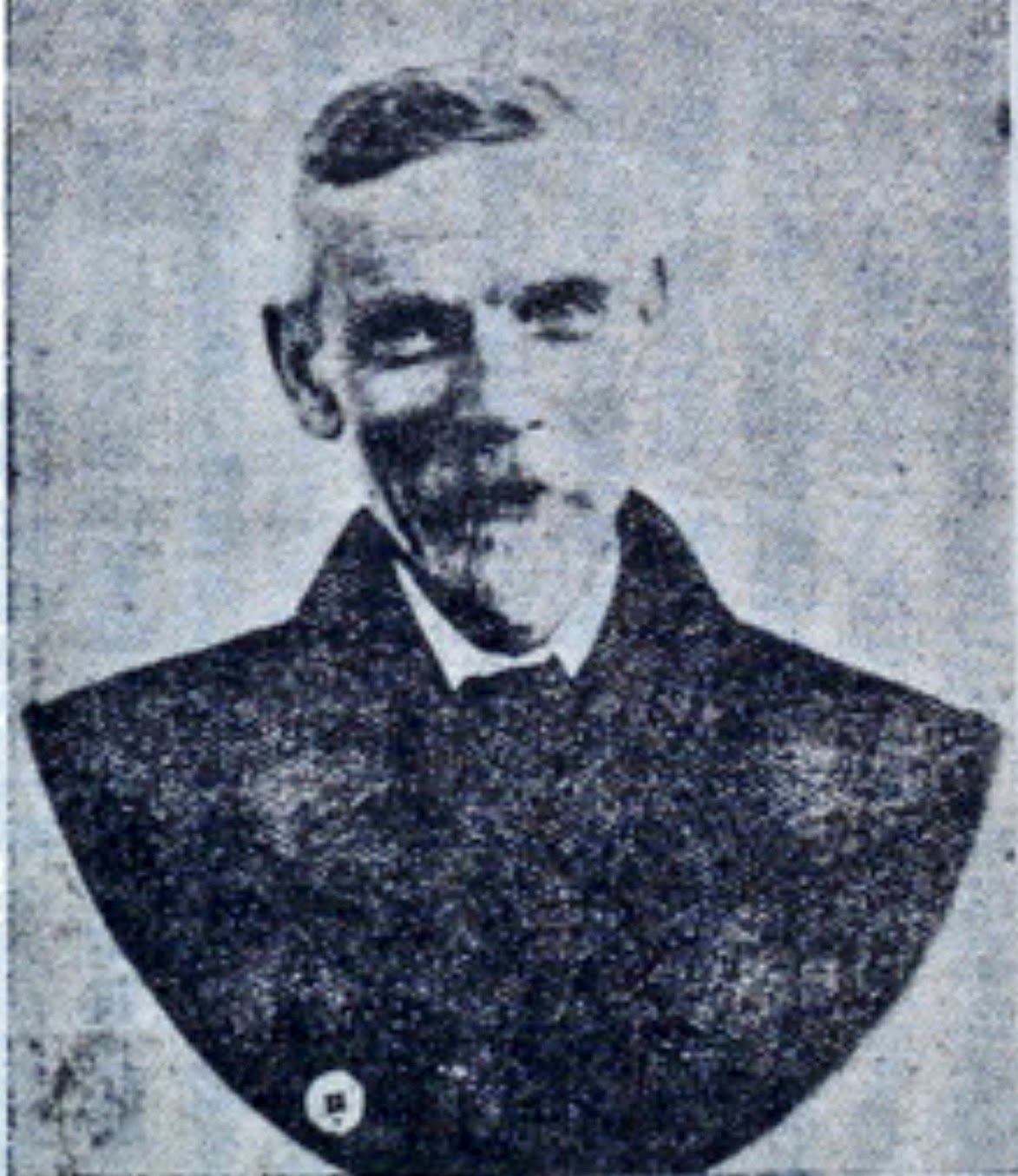
ジェームズ・マードック

ジェームズ・マードック（James Murdoch、1856年9月27日 - 1921年10月30日）は、日本とオーストラリアで教師として働いたスコットランドの学者、ジャーナリスト、オーストラリア国防省の対日政策アドバイザー。東京帝国大学などで教え、大著『日本歴史』を著した。マードックが教えた人物には夏目漱石がいる。

## 教育
マードックは、スコットランドのアバディーンに近い、ストーンヘイブンで労働者（雑貨商とも）の子として生まれた。11歳になって初めて村のグラマー・スクールに通い始めたが、飛びぬけて記憶力のいい子供だった。アバディーン大学の奨学金を獲得して入学し、古典文学で優秀な成績を修め、学士号、修士号を得た。その後、ウスター大学、オックスフォード大学、ゲッティンゲン大学、パリ大学で学んだ。ゲッティンゲン大学では、テーオドール・ベンファイからサンスクリット語を学んだ。会衆派牧師の娘Lucy Parkesと結婚し、ギリシャ語教師としてアバディーンへ戻る。24歳で研究生活をやめ、オーストラリアに移住した。
1881年から1889年までオーストラリアで過ごした。クィーンズランドのメリボロー・グラマー・スクールの校長に就任したが、無神論的な考え方や結婚生活の破綻などから経営陣の不興を買い、1885年に解雇される。その後ブリスベーン・グラマー・スクールで2年教えた後、学校をやめ、同じくイギリス労働者階級出身の移民で社会運動家のウィリアム・レインが創刊した政治雑誌『Boomerang』の記者となった。当時はオーストラリアの労働運動が盛んになってきた時期で、マードックも急進的な社会改革思想に傾倒していた。ジャーナリストとして労働者階級の過酷な生活条件の改善がされないと、オーストラリアに革命が起こり社会主義の独立共和国が形成されるという記事を書いた。

## 来日
白豪主義の勃興期にあったオーストラリアでは、とくに労働階級での中国人排斥の声が高く、その視察のために1888年に中国に行き、香港と広東を取材した。その帰りに、九州で教師をしている学生時代の友人を訪ねて日本に立ち寄り、大分中津の中学で6週間英語を教える一方、長崎の高島炭坑の労働環境の酷さについてジャパン・ガゼット誌に寄稿もした。実際の日本がステレオタイプなイメージと違うことを知って日本が気に入ったマードックは、オーストラリアに戻ると、日本に長期滞在するための身辺整理を手短に済ませ、すぐさま再来日した。
1889年に日本に招かれ第一高等中学校でヨーロッパの歴史と英語を教えた。この時の学生に夏目漱石がいる。教職の一方、自らの著作も行った。1890年には雑誌、ジャパン・エコーの発行を始め、6号を発行した。1892年に短編集、From Australia and Japanや小説、Ayame-san（『あやめさん』）を出版した。日本人で初めてアメリカ国籍をえた浜田彦蔵の評伝を執筆した。日本の写真の草創期を築いたウィリアム・K・バートン、小川一真、鹿島清兵衛と組んで、日本の風景や文化を紹介する本の文章も担当した。
1893年9月、日本を去り、オーストラリア時代の同志であるウィリアム・レインがパラグアイに作った実験的な共産主義的コミューン「新オーストラリア(New Australia)」に参加した。マードックが到着するまでに、入植者の約3分の1が離脱しており、想像した社会主義の楽園ではなく、貧困や、仲違いや病気があった。彼はほんの数日滞在しただけで幻滅し、日射病で健康を害してロンドンに戻った。パラグアイには、12歳の息子を置いていった。ロンドンでは療養と日本における16世紀ヨーロッパの修道士の手紙を翻訳する大英博物館の仕事で5ヶ月間を過ごした後、日本に戻った。
一高時代の同僚・花輪虎太郎の紹介で、1894年から1897年まで金沢の第四高等学校で英語を教えた。東京に戻り、高等商業学校（現在の、一橋大学）で経済史と英語を教えていた1899年に、花輪の媒酌で旧幕臣・岡田長年の娘岡田竹子と結婚し、芝高輪で暮らした。1900年に健康のことを考えて温暖な鹿児島の第七高等学校に移った。語学の才に長けたマードックはラテン語、スペイン語、フランス語、オランダ語、ポルトガル語の資料を自ら読み、日本語資料は村川堅固と山県五十雄に手伝わせて、1903年にA History of Japan During the Century of Early Foreign Intercourse (1542-1651) を神戸クロニクル社から自費出版した。同書は日本研究書として長きに渡って使われ、1967年まで版を重ねた。村川らによると、マードックはこの第一巻を出版後日本語資料を自ら読むための勉強を始め、2～3年のうちに古事記や万葉集を読めるまでになったという。
1908年に教職契約がきれても鹿児島にとどまり、神戸クロニクルの新聞に寄稿する他、果樹園を作って暮らした。日本語での講演は流暢では無かったが、古い日本語の文献は自ら読むことができるようになっており、1910年に A History of Japan From the Origins to the Arrival of the Portuguese in 1542 A.D.を出版し、1915年に The Tokugawa Epoch 1652-1868を出版した。この時期は志布志の中学校の教師で収入を得た。このころ七高教師だった岩下壮一と交流。
マードックの『日本史』は最後の第3巻がでた5年後、G・B・サンソムの『日本文化史』が出版された後、日本の歴史に関するスタンダード・ワークの地位を失った。サンソムは自らの著作の存在意義を強調するために、マードックの著書の欠点は、文体が不愉快で、妙な滑稽をまじえているのが傷であると評した(マードックの評伝を書いた平川祐弘は、サンソムのマードック評は妥当でないとしている)。

## 離日後
1917年2月、オーストラリアの王立陸軍士官学校とシドニー大学で日本語を教えるためにオーストラリアに戻った。国防上の理由から、オーストラリアでは対日諜報活動のため日本語話者の育成が急がれていた。陸軍学校では、ドイツ語・フランス語クラスから選抜された精鋭8人を生徒とし、シドニー大学では80人の生徒を抱えた。日本語教育には母語話者の助手が必須であるとして日本に行って助手を募り、両校に日本研究のプログラムを設立した。陸軍大学の助手には、妻の兄弟の岡田ロクオを任命した。妻の竹子はマードックとともにオースラリアに渡ったが、のちに鹿児島に戻っている。
1918年、早稲田大学からの教授招請の動きがあり、シドニー大学は終身教授に昇進させた。陸軍士官学校の支援でシドニー大学にマードックを長とする東洋研究部門を設け、国防省からの年間、￡ 600の報酬で、日本の世論と外交政策の変化の一次情報を取得するために、毎年日本を訪問することが許可され、オーストラリアの対日政策にたいしてのアドバイザーを務めるようになった。マードックは、軍や政府への報告書の中で、日本の最優秀な人材は陸軍と海軍に集められており、さらにその中の最優秀頭脳が情報部に配属されているので、駐日行政官は心するよう警告している。
65歳で肝臓がんのため死去。

## 年譜
- 1856年	(0歳) :	誕生
- 1867年	(11歳) :地元のグラマー・スクールに通う
- 1875年	(19歳) :アバディーン大学入学
- 1879年	(23歳) :大学卒業。奨学金を得てウスター大学、オックスフォード大学]で学ぶ
- 1880年	(24歳) :学士取得後、Lucy Parkesと結婚。ギリシャ語教師としてアバディーンへ戻る
- 1881年	(25歳) :オーストラリアへ渡り、マリボロ・グラマー・スクールの校長になる
- 1885年	(29歳) :ブリスベーン・グラマー・スクールで教える
- 1886年	(30歳) :司法試験を受けるも不合格
- 1887年	(31歳) :Boomerang誌の記者になる
- 1888年	(32歳) :中国・日本旅行。大分で6週間英語を教える
- 1889年	(33歳) :第一高等中学校に職を得て来日
- 1890年	(34歳) :Don Juan's Grandson in Japan 上梓。週刊誌Japan Echoを創刊
- 1892年	(36歳) :From Australia and JapanとAyame-san上梓。
- 1893年	(37歳) :パラグアイのコミューンに参加するも、日射病にかかりロンドンで病療養。大英博物館で中世の日欧関係資料を集める
- 1894年	(38歳) :再来日。金沢の第四高等学校で英語を教える
- 1897年	(41歳) :第四高等学校を辞める
- 1898年	(42歳) :東京の高等商業学校で教える
- 1899年	(43歳) :岡田竹子と結婚
- 1900年	(44歳) :鹿児島の第七高等学校へ
- 1903年	(47歳) :『日本史』（ポルトガルとの交流が始まる中世史）刊行
- 1908年	(52歳) :教職を離れ、Kobe Cronicleへの寄稿などで収入を得る
- 1910年	(54歳) :『日本史』（中世以前の歴史）刊行
- 1915年	(59歳) :『日本史』（江戸時代）書き上げる（刊行は没後）。経済的困窮から志布志の中学で教える
- 1917年	(61歳) :オーストラリアへ渡り、キャンベラ郊外の王立陸軍学校、シドニー大学で教える
- 1918年	(62歳) :シドニー大学の正式な教授となり、軍の対日政策のアドバイザーとなる
- 1921年	(65歳) :肝臓癌で死亡
- 1926年	　　　 :未刊だった『日本史』第三巻刊行

## 著作
- Ayame-san - 1890年刊
- From Australia and Japan - 1892年刊
- Japan and Russia in the Far East - 1900年刊
- "A History of Japan (1) - From the Origins to the Arrival of the Portuguese in 1542 - 1910年刊
- "A History of Japan (2) - A History of Japan, dealing with the century of early foreign intercourse, 1542-1651 - 1903年刊
- "A History of Japan (3) - The Tokugawa Epoch 1652-1868 - 1926年刊